# ひとりみ葉月さんと。
『ひとりみ葉月さんと。』（ひとりみはづきさんと）は、カザマアヤミによる日本の漫画。『月刊ガンガンJOKER』（スクウェア・エニックス）で2011年6月号から2012年8月号まで連載された。

## 登場人物
真坂 葉月（まさか はづき）

真坂 実也（まさか みや）

祝 幸丸（いわい ゆきまる）

## 単行本
- カザマアヤミ 『ひとりみ葉月さんと。』 スクウェア・エニックス〈ガンガンコミックスJOKER〉、全2巻
  1. 2012年2月22日 ISBN 978-4-7575-3509-1
  2. 2012年9月22日 ISBN 978-4-7575-3737-8